# PTS (amfibia)

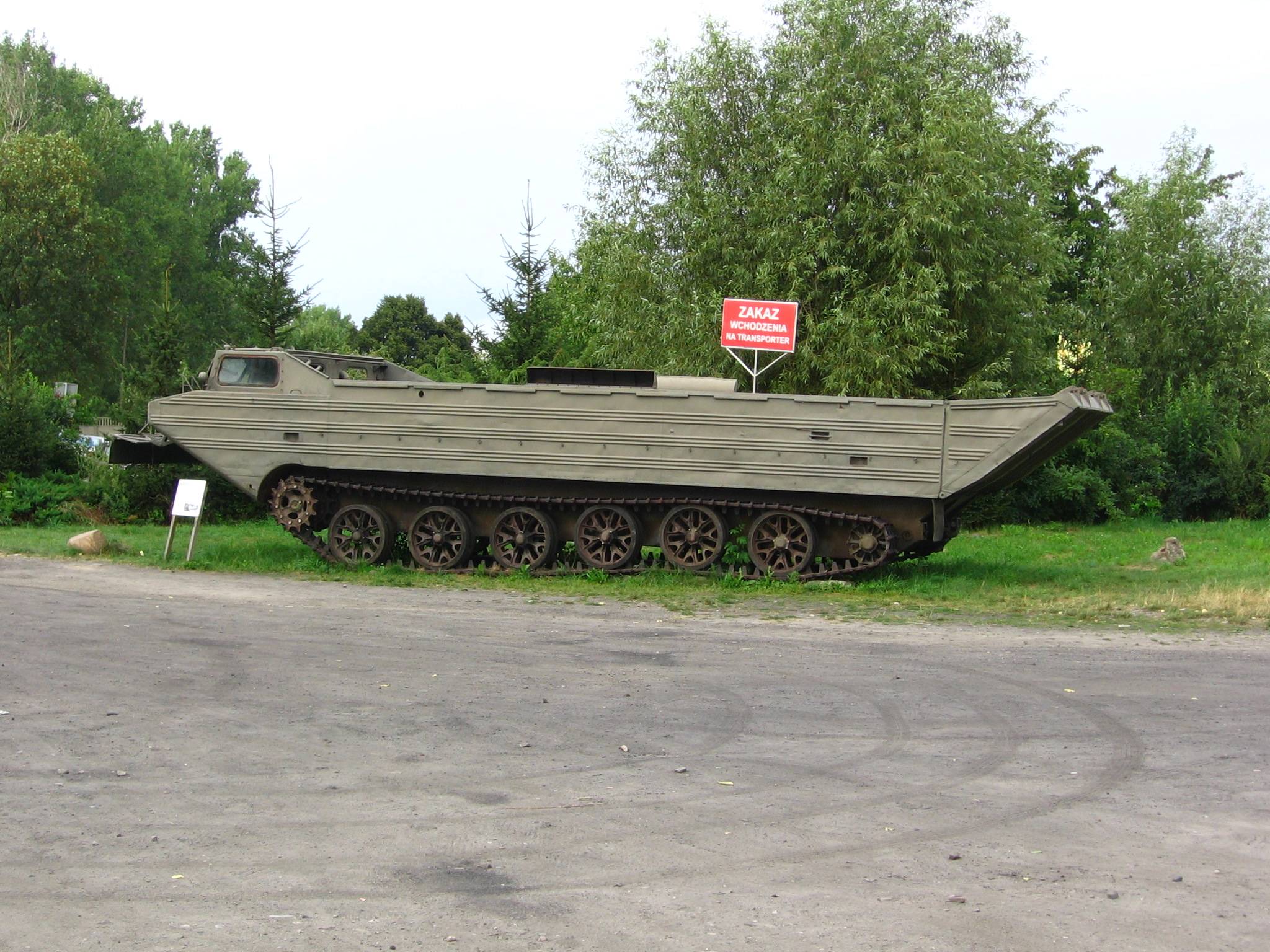
PTS-M

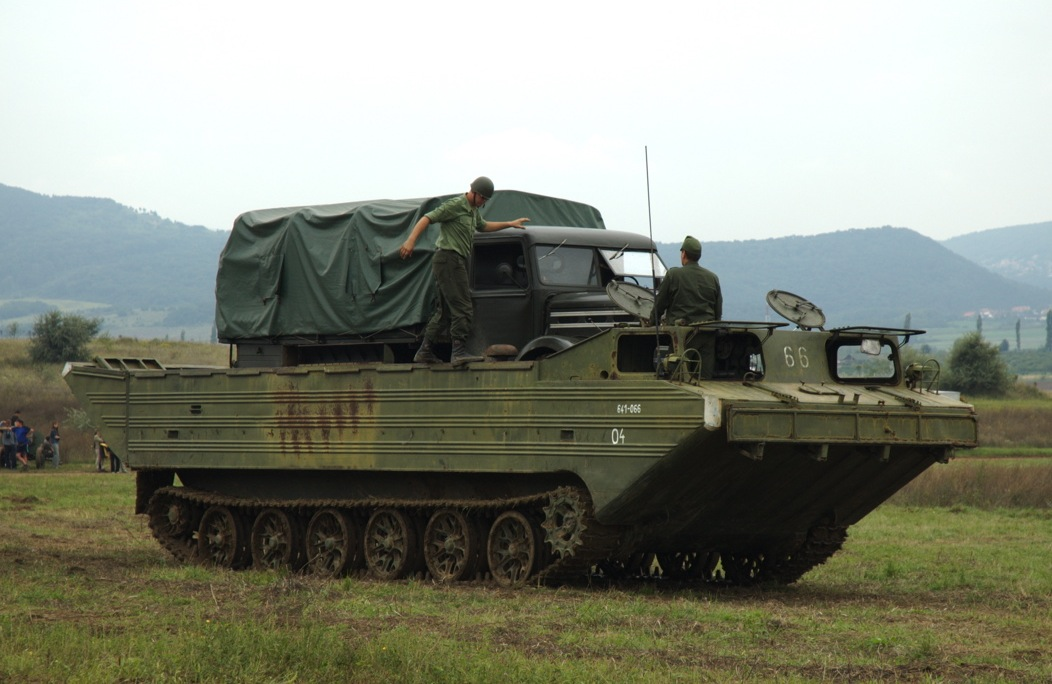
PTS-M z ciężarówką

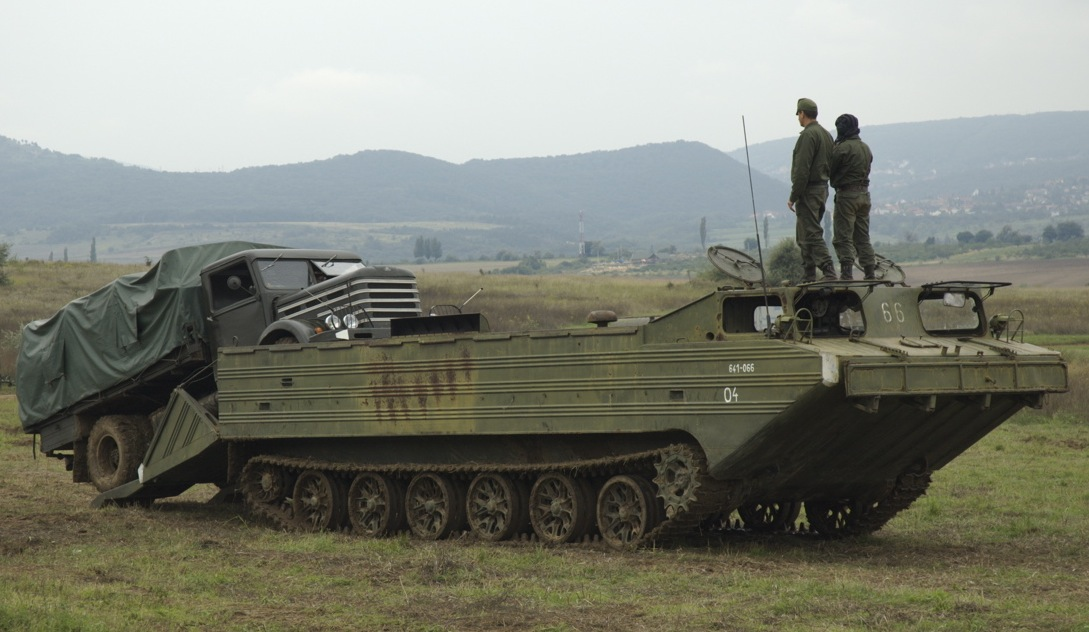
PTS-M – załadunek ciężarówki

PTS (ros. ПТС – Плавающий транспортер средний – pławajuszczij transportior sriednij – średni transporter pływający) – gąsienicowy transporter pływający konstrukcji ZSRR, produkowany od lat 60. XX wieku w kilku wersjach (PTS z 1961, PTS-M z 1965, PTS-2 z 1973, PTS-3 z 1988). W wersji PTS-M używany także w Polsce.

## Historia
Transporter PTS skonstruowano w ZSRR w 1961 roku w Kriukowskiej Fabryce Wagonów (KWZ – Kriukowskij Wagonostroitielnyj Zawod) w Krzemieńczuku, pod kierunkiem J. Lenciusa, jako następca pływającego transportera gąsienicowego K-61, dysponujący większą ładownością. W konstrukcji wykorzystano podzespoły ciągnika artyleryjskiego ATS-59 i czołgu T-54. Ogólny układ konstrukcyjny był zbliżony do K-61; transporter miał silnik umieszczony pośrodku, napędzający gąsienice oraz dwie trzyłopatowe śruby średnicy 65 cm w tunelach pod tylną częścią pojazdu. Platforma ładunkowa, za zamkniętą kabina załogi, była odkryta, dostępna przez opuszczaną rampę z tyłu pojazdu. Pojazd był napędzany silnikiem wysokoprężnym o mocy 257,6 kW, który pozwalał na osiągnięcie prędkości do 42 km/h na lądzie i 10,6 km/h w wodzie. Masa własna wynosiła 17 ton, ładowność na lądzie – 5 ton, a na wodzie 10 ton. Platforma ładunkowa miała wymiary 7,1 × 2,6 m (18,5 m²).
Wkrótce, w 1965 opracowano w KWZ model zmodernizowany PTS-M. Przy niezmienionej mocy silnika i ładowności, nieco powiększono powierzchnię ładunkową, do 7,9 × 2,6 m (20,54 m²). Kabina załogi została wyposażona w urządzenia filtrowentylacyjne i ogrzewanie. Dodano wyposażenie do pływania po morzu, w postaci stelażu z rur z plandeką, zabezpieczającą przed bryzgami wody. Ponadto, ulepszono wyposażenie (nowa radiostacja, reflektor, przyrządy noktowizyjne). Zwiększyło to masę własną do 17 800 kg.

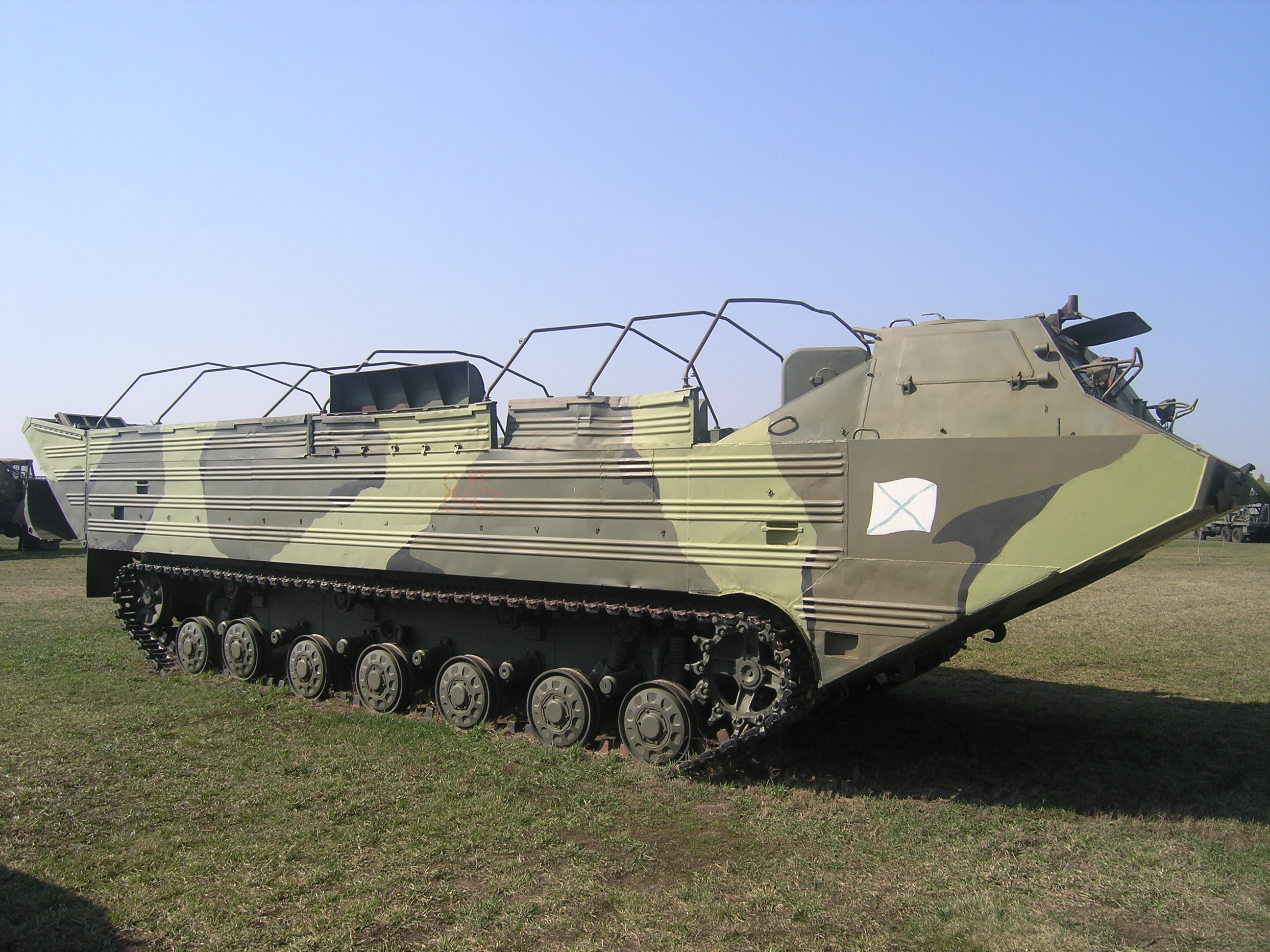
PTS-2

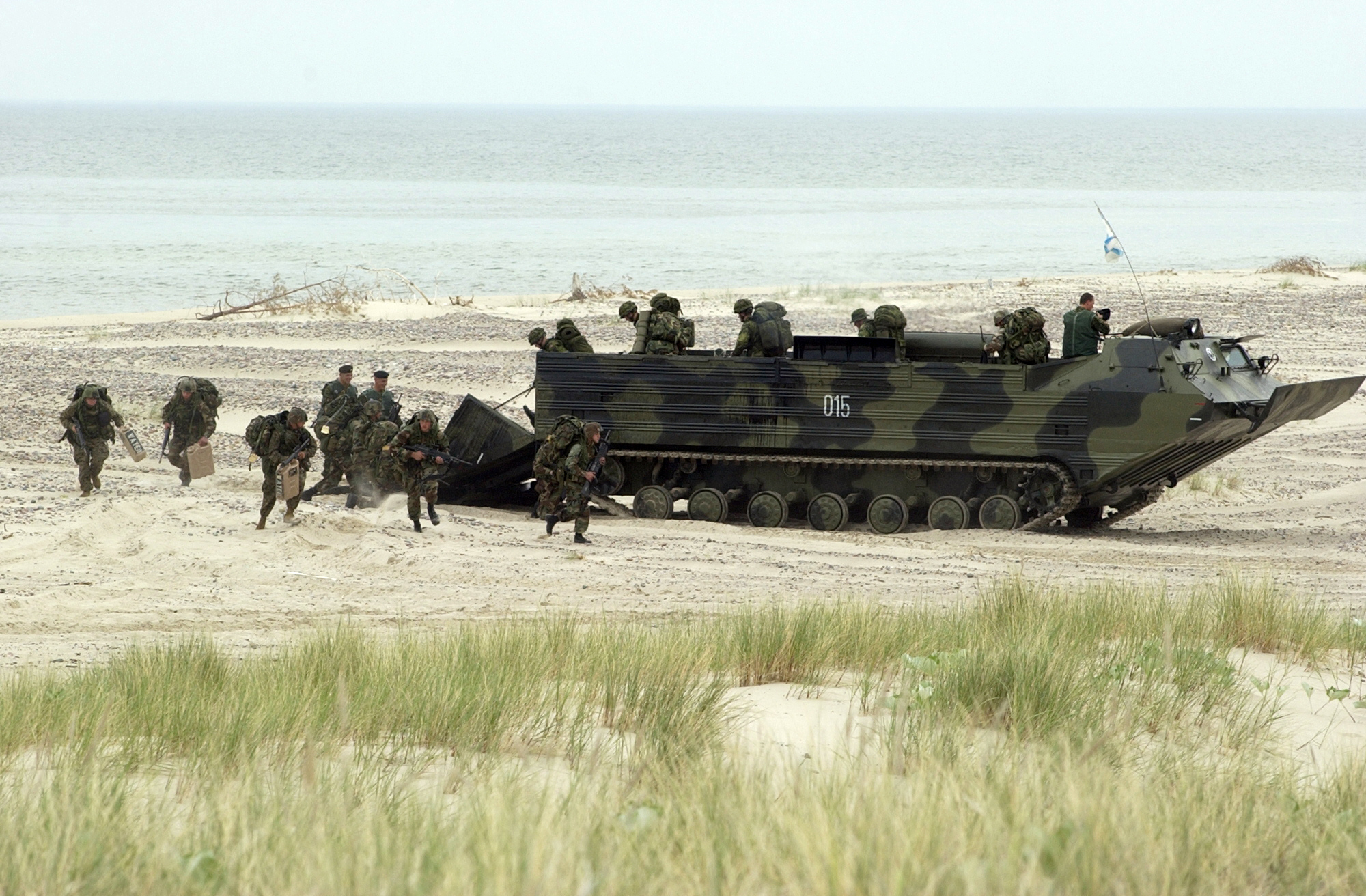
PTS-2 w akcji podczas międzynarodowych ćwiczeń BALTOPS 2003

W 1973 roku opracowano nowy model transportera PTS-2. W odróżnieniu od poprzednich, powstał on w Ługańsku, pod kierunkiem S. Fiłonowa i W. Kołdoba. Wzrosły wymiary transportera, masa własna – do 24,2 t i ładowność – do 12 ton. Zastosowano silnik o większej mocy 522,5 kW. Nieco zmieniła się sylwetka, a w układzie jezdnym 6 kół nośnych o dużej średnicy zostało zastąpione przez 7 mniejszych kół, z rolkami podtrzymującymi gąsienice. Zastosowano lekko opancerzoną kabinę, z urządzeniami filtrowentylacyjnymi. Czterołopatowe śruby w tunelach miały średnicę 70 cm. Powierzchnia ładunkowa miała wymiary 8,225 × 2,87 m (23,6 m²). Maksymalna prędkość na drodze wzrosła do 60 km/h, a na wodzie do 12,9 km/h.
Dalszym rozwinięciem PTS-2 jest PTS-3, skonstruowany w 1988 w zakładach Ługansktiepłowoz w Ługańsku pod kierownictwem Ł. Pozdniakowa. Wzrosła jego ładowność na wodzie do 16 ton oraz prędkość na wodzie do 15 km/h (z obciążeniem), dzięki zamianie śrub napędowych w tunelach pod dnem transportera na śruby średnicy 75 cm w pierścieniowych osłonach, za rufą transportera, napędzane za pomocą ruchomych wałów. W położeniu transportowym na lądzie, śruby te są podniesione i podczepione pod tylną rampą, razem z rampą też się opuszczają przy załadunku. Transporter ma też inne ulepszenia, między innymi formy opancerzenia kabiny. Nieco zwiększono powierzchnię ładunkową do 8,285 × 2,89 m (24 m²).

### Opis
PTS to dwuśrubowa jednostka pływająca na podwoziu gąsienicowym przeznaczona do przepraw desantowych m.in. artylerii (2 działa kalibru do 85 mm z obsługą, jedno działo kalibru do 122 mm z obsługą lub jedną haubicę do 152 mm z obsługą), kołowych i gąsienicowych ciągników artyleryjskich (po jednym wraz z obsługą), transporterów opancerzonych, pododdziałów desantowych, samochodów oraz innych ładunków o ciężarze nie przekraczającym 10 ton lub desantu złożonego z 72 żołnierzy z pełnym ekwipunkiem. Transporter PTS-2 razem z przyczepą pływającą P-PTS umożliwia jednoczesną przeprawę dział artyleryjskich wraz z ich ciągnikami.
Transporter PTS-M posiada silnik wysokoprężny W54-T i może być wykorzystywany na rzekach przy szybkości prądu do 2,5 m/s oraz na morzu przy stanie wzburzenia do 4 stopni oraz sile wiatru do 8 stopni w skali Beauforta. Nośność transportera na lądzie wynosi 5 ton, na wodzie do 10 ton.

### Dane taktyczno-techniczne

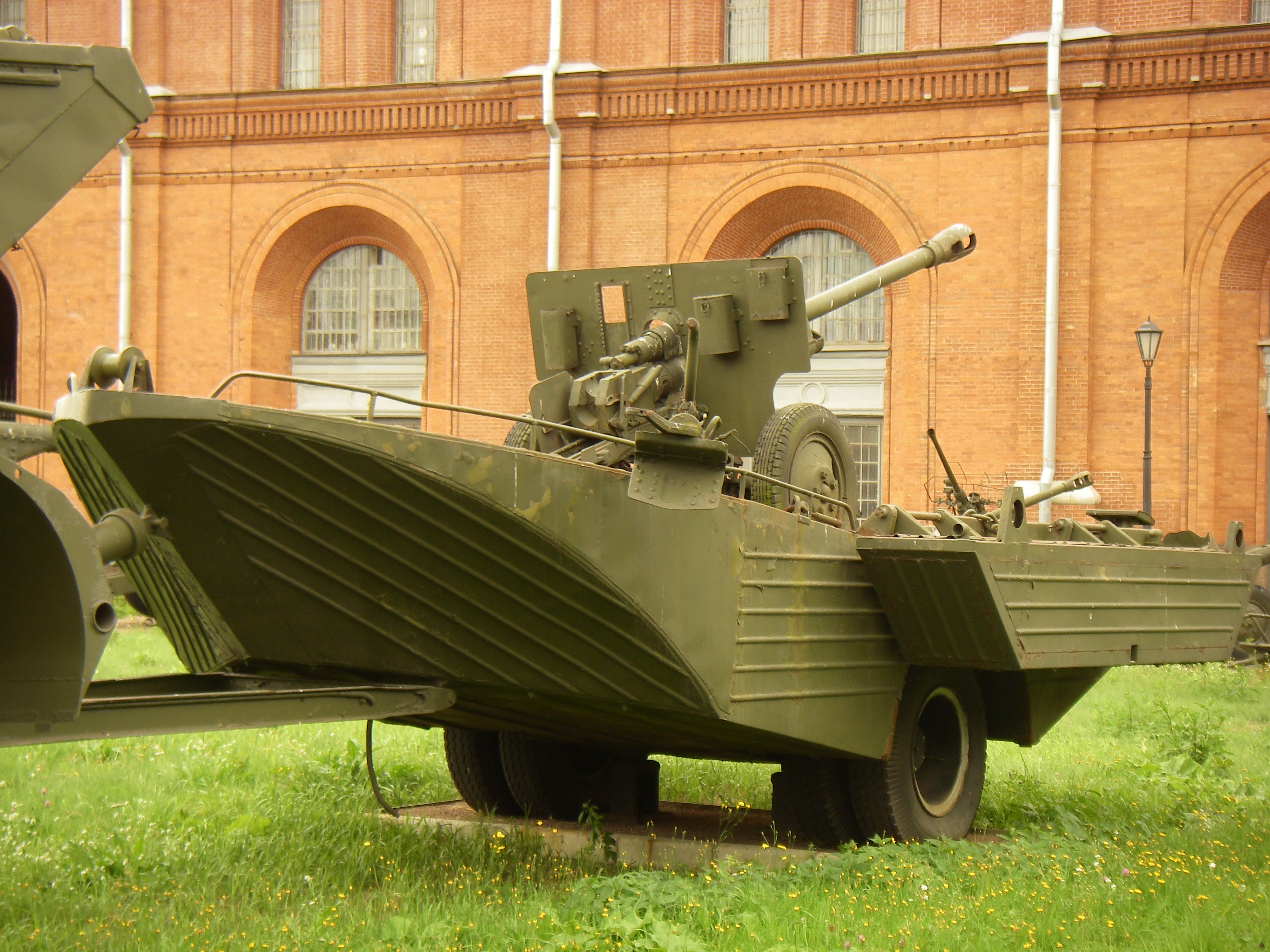
Przyczepa pływająca P-PTS Wojskowo-historyczne muzeum artylerii, wojsk inżynieryjnych i łączności, Petersburg

#### Transporter PTS-M
- Załoga: 2 osoby
- Masa transportera: 17,7 t
- Długość: 11500 mm
- Szerokość: 3300 mm
- Wysokość: 2650 mm
- Prześwit: 400 mm
- Ładowność:
  - na lądzie: 5 t
  - na wodzie: 10 t
- Siła uciągu na wodzie: 1,95 t
- Szybkość jazdy:
  - na V biegu: 42 km/h
  - z ładunkiem 5 t: 30 km/h
- Szybkość maksymalna z ładunkiem 10 t na wodzie: 10,6 km/h
- Pokonywanie przeszkód przy maksymalnym kącie wzniesienia i spadku:
  - bez ładunku: 30°
  - z ładunkiem 10 t: 15°
- Zasięg na lądzie: 500 km
- Silnik: W54-T o mocy 350 KM

#### Przyczepa P-PTS
- Ładowność przyczepy: 4 t
- Dopuszczalna prędkość holowania przyczepy:
  - obciążonej działem: 10 km/h
  - nie załadowanej: 20 km/h
- Maksymalna prędkość pływania zestawu:
- załadowanego: 8,0 km/h
- nie załadowanego: 8,5 km/h
- Dopuszczalna prędkość wody na przeprawie: 2 m/s
- Wymiary przyczepy:
  - w położeniu transportowym:
    - długość: 8,38 m
    - szerokość: 2,37 m
    - wysokość: 1,70 m

  - w położeniu eksploatacyjnym:
    - długość: 8,38 m
    - szerokość: 4,03 m
    - wysokość: 1,33 m
- Masa całkowita przyczepy: 2,66 t

## W muzeach
Pojazdy PTS są eksponowane w następujących muzeach:
- Muzeum Militariów ATENA w Skwierzynie
- Muzeum Techniki Militarnej w Tarnowskich Górach
- Muzeum Oręża Polskiego w Kołobrzegu
- Muzeum Techniki i Uzbrojenia Wojskowego w Kaliszu[2]
- Muzeum Wojsk Lądowych w Bydgoszczy (na terenie oddziału Osówiec 73.)